# Busca e resgate de combate

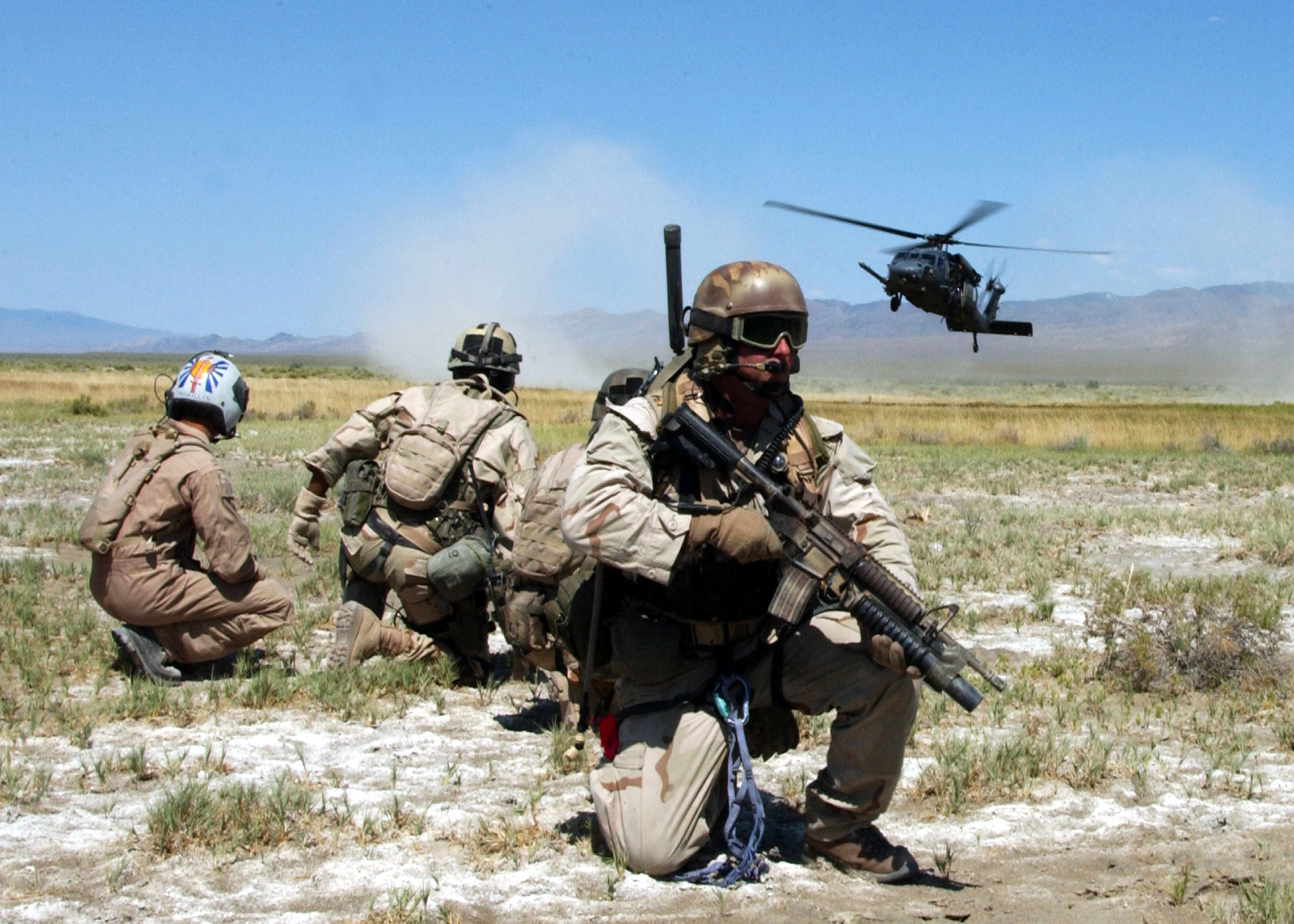
Um helicóptero UH-60 e militares de resgate do exército dos Estados Unidos.

Busca e Resgate de Combate - C-SAR (Combat Search and Rescue) é um tipo de missão militar na qual tropas, normalmente aero-transportadas, adentram território hostil (inimigo) com o a missão de resgatar elementos civis ou combatentes amigos, que por qualquer motivo, encontram-se isolados das tropas regulares  .
Normalmente realizam-se quando operações aéreas sobre território inimigo, resultam em abate ou queda de aeronave e tripulação evadida do local. Sua importância reside em possibilitar o resgate do combatente e subsidiariamente, influencia positivamente no ânimo da tropa e permite recuperar o elemento humano qualificado que poderá retornar ao combate.
O termo qualifica o tipo de missão, que pode ser realizada por qualquer unidade de combate guarnecida dos meios necessários e do treinamento adequado. Em virtude da natureza crítica da operação, normalmente utiliza-se unidades de tropas especiais treinadas em conjunto com unidades aéreas guarnecidas do principal vetor nessa operação - o helicóptero.
Como em toda operação de risco o treinamento dos integrantes deve ser de alto nível, buscando a coordenação necessária entre a tripulação do vetor aéreo e a unidade de combate em si.
Existem atualmente, versões otimizadas de helicópteros para operações de Busca e Resgate de Combate. Podemos citar o Eurocopter Super Cougar EC 725, também chamada de Caracal, e o americano HH 60G Pave Hawk, uma versão do helicóptero UH-60 Black Hawk. Essas aeronaves contam com sistemas de visão noturna, probes para reabastecimento em voo, tanques de combustível de maior capacidade, maior resistência balística com uso de materiais especiais nas pás de rotor e blindagem reforçada. Tem também armamento orgânico, com  metralhadoras pesadas em janelas laterais, podendo também portar foguetes não guiados em casulos externos.
As operações de Busca e Resgate de Combate, podem envolver um planejamento complexo, com  a utilização de "pacotes" de aeronaves, cada uma em funções específicas, como por exemplo, aeronaves de Alerta Antecipado buscam aeronaves hostis sobre a região do resgate, vetorando caças para eliminação dessa ameaça, possibilitando a incursão de helicópteros C-SAR, que por sua vez podem ter escolta de outros helicópteros de combate.

## No Brasil
No Brasil a principal unidade militar qualificada para tarefas de Busca e Resgate de Combate é o Esquadrão Harpia da Força Aérea Brasileira, sediado na Base Aérea de Manaus. Entretanto, com a aquisição da primeira aeronave EC-725 Caracal pelo Esquadrão Falcão, sediado na Base Aérea de Belém), a capacidade nacional de realizar missõs C-SAR expandiu-se, abrangendo também o alcance ultramarino, principal foco da Unidade Aérea de Belém.